# Concierto para mandolina (Vivaldi)

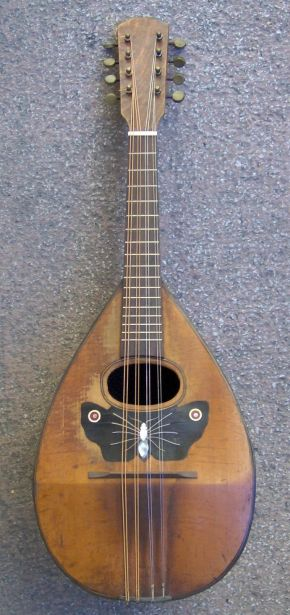
Mandolina.

El Concierto para mandolina en do mayor, RV 425, fue escrito por el compositor veneciano  Antonio Vivaldi, en 1725, y es acompañado a menudo por Las cuatro estaciones (1725). La música se compone de un virtuoso tratamiento de la parte del instrumento solista, la mandolina, y la interacción entre el solista y el acompañamiento de la orquesta. Es más exigente que otros conciertos de Vivaldi y una de las piezas para mandolina más famosas.
Parte del concierto aparece en la película Kramer vs. Kramer.

## Movimientos
Hay tres movimientos:
1. Allegro, en Do mayor brillante.[n 1]
2. Largo, en La menor
3. Allegro, en Do mayor.

El primer movimiento, que empieza con un tutti, presenta una rápida y alegre melodía cuya duración es de poco más de tres minutos. A lo largo de la pieza, Vivaldi crea contrastes entre la mandolina y el resto de la orquesta, llamando la atención mediante crescendi.
El segundo movimiento, de poco menos de tres minutos de duración, y en contraste con la rápida y entusiasta melodía del primer movimiento, es más lento y reflexivo en su composición, y el acompañamiento del solo de mandolina es más discreto.
El tercero dura más de tres minutos, y también se alternan los solos y los tutti.
En algunas interpretaciones, se emplea orquesta de plectro; en otras, guitarra en lugar de mandolina.

## Cine
Se emplea música de este concierto en las películas La novia vestía de negro (1968), El pequeño salvaje (1970), Kramer vs. Kramer (1979) y Vidocq (2001). 